# Sagui-de-mãos-amarelas
O sagui-de-mãos-amarelas ou sagui-de-mãos-douradas (nome científico: Saguinus midas) é uma espécie de primata do Novo Mundo que ocorre na Amazônia brasileira e nas Guianas. Ocorre ao norte do rio Amazonas e leste do rio Negro, também já foi visto na região do rio Gurupi, no estado do Maranhão, até o litoral das Guianas.
Sem dúvida é uma das espécies de sagui mais amplamente distribuídas e é comum, correndo pouco risco de extinção.
Em antigas lendas indígenas Tupi Guarani o primata possui as mãos assim pois uma vez no início da humanidade, um jovem curioso tentou tocar o cansado sol que iluminava o mundo sem parar em um dia eterno e o sol já frágil acabou caindo e deixando o mundo em trevas, então o grande Deus Tupã transformara o indígena no Sagui-de-Mãos-Douradas como castigo, assim surgiu a noite.